# FlatOut 4: Total Insanity
FlatOut 4: Total Insanity (стилизованно FL4TOUT TOTAL INSANITY) — видеоигра серии FlatOut в жанре аркадных автогонок, разработанная студией Kylotonn и изданная компаниями Strategy First и Bigben Interactive для PC, PlayStation 4 и Xbox One в 2017 году. Является четвёртой основной игрой и восьмой во всей серии FlatOut. 
Игра получила в основном смешанные отзывы от критиков и игроков, хвалившие графику, виды соревнований и разнообразный автопарк, но критиковавшие физику автомобилей, малый выбор карт и самоповторы FlatOut 2.

## Игровой процесс
FlatOut 4: Total Insanity представляет собой аркадную гоночную игру с элементами гонок на выживание, выполненную в трёхмерной графике.
Как и предыдущие части серии, игра сосредотачивается на гонках, разрушениях и трюках. Автомобили представляют собой не лицензированные модели и повреждаются при столкновениях. Присутствует несколько режимов, представляющие собой гонки, дерби и трюки с вылетающим телом водителя. При победе в гоночных соревнованиях, дерби и трюках открываются новые, более быстрые машины. В аркаде есть как одиночный режим, так и многопользовательский вариант игры по сети до восьми игроков.

## Разработка и выход игры
О разработке новой части серии FlatOut стало известно 8 июля 2015 года, когда в сети была опубликована информация о том, что игра разрабатывается студией Kylotonn для приставок PlayStation 4 и Xbox One и для персональных компьютеров под управлением Windows. Команда уже имела опыт по созданию автосимуляторов, выпустив WRC 5 и WRC 6. По их словам аркада разрабатывалась в сотрудничестве с игровым сообществом, которое делилось своими мнениями о том, каким оно видит новую часть FlatOut. Официальный анонс игры состоялся на выставке Gamescom в Германии, проходившей с 5 по 9 августа 2015 года. 19 августа стало известно полное название — FlatOut 4: Total Insanity. В этот же день в Интернете появилось семь скриншотов из новой части. Помимо Kylotonn в разработке игры также хотела принять участие студия Tiny Rebel Games, занимаясь продвижением и предоставлением разных услуг на протяжении цикла разработки, но впоследствии отказалась от этого.
В 2017 году в сети были опубликованы новые трейлеры, видеоролики и другая информация об игре. Версия для консолей вышла 17 марта 2017 года в Европе и была издана компанией Bigben Interactive, а 4 апреля вышла в Северной Америке вместе с версией для ПК в Steam, которая была издана компанией Strategy First. 7 августа для консольных версий FlatOut 4: Total Insanity вышло платное дополнение (DLC) под названием Docks and Roll, которое включает в себя две новые трассы, одну арену, два автомобиля и семь раскрасок для них, а также два новых варианта игры в режиме трюков.

## Саундтрек
1. Bad Things — «I Own Me»
2. Beartooth — «Aggressive»
3. Beartooth — «Hated»
4. Buzz Deluxe — «Long Legged Boogie»
5. Buzz Deluxe — «Runnin' Out Of Time»
6. The Creepshow — «See You In Hell»
7. Five Knives — «Wild Ones»
8. Gutter Demons — «Hellride»
9. Gutter Demons — «Unfinished Business»
10. Mad Parish — «Doppelganger»
11. Mad Parish — «Mad Parish»
12. Mad Parish — «Red Baron»
13. Mad Parish — «The Rite Of Belonging»
14. Matchless — «Pills & Blades»
15. Matchless — «Randomly Generated Numbers»
16. Matchless — «Voodoo»
17. The Menstruators — «Princess Hollywood»
18. The Menstruators — «Salty»
19. The Menstruators — «Sherman Oaks»
20. The Menstruators — «Supergirl»
21. The Menstruators — «You Belong To Me»
22. The Planet Smashers — «Never Die Old»
23. Raygun Cowboys — «Heads Are Gonna Roll»
24. Spider Kitten — «The Better Part Of Clarity»
25. Spider Kitten — «Change Is Absolute»
26. Spider Kitten — «You Can Talk About Heartache»
27. Them Evils — «Put Your Love On Me»
28. Them Evils — «She Got Nothin'»
29. Them Evils — «Untold»
30. Trivoltz — «Gasoline»
31. Trivoltz — «Mr. Policeman»
32. Twin Atlantic — «Cell Mate»
33. Twin Atlantic — «The Chaser»
34. Twin Atlantic — «Gold Elephant: Cherry Alligator»
35. Twin Atlantic — «I Am An Animal»
36. Twin Atlantic — «No Sleep»
37. Twelve Foot Ninja — «Invincible»
38. The Unlikely Candidates — «Your Love Could Start A War»

## Оценки и мнения
| Сводный рейтинг       | Сводный рейтинг                           |
| Агрегатор             | Оценка                                    |
| --------------------- | ----------------------------------------- |
| GameRankings          | - 67 % (XONE) - 63 % (PC) - 62,64 % (PS4) |
| Metacritic            | 66/100 (XONE) 62/100 (PS4) 52/100 (PC)    |
| Иноязычные издания    |                                           |
| Издание               | Оценка                                    |
| GameSpot              | 5/10 (PS4)                                |
| IGN                   | 6,6/10 (PS4/XONE)                         |
| OXM                   | 6/10 (XONE)                               |
| XboxAddict            | 71 % (XONE)                               |
| Русскоязычные издания |                                           |
| Издание               | Оценка                                    |
| 3DNews                | 7/10 (PS4)                                |
| PlayGround.ru         | 5/10 (PC)                                 |
| Riot Pixels           | 60 % (PC)                                 |
| «Игромания»           | 6,5/10 (PS4)                              |

Игра получила в основном смешанные отзывы от прессы, однако оценки были намного выше, чем у предыдущих трёх частей от Team6 Game Studios. На сайте Metacritic средняя оценка составляет 66/100 в версии для Xbox One, 62/100 для PlayStation 4 и 52/100 для PC. Схожая статистика опубликована на GameRankings: 67 % для Xbox One, 63 % для ПК и 62,64 % для PlayStation 4. Среди недостатков критиками отмечается отсутствие проработки физики машин и низкая аддиктивность геймплея.